# Maria Sadowska
Maria Sadowska (sinh ngày 27 tháng 6 năm 1976 tại Warsaw), còn gọi là Marysia Sadowska hay đơn giản là Marysia, là một ca sĩ nhạc pop, nhà sản xuất nhạc, nhà biên kịch và đạo diễn điện ảnh người Ba Lan.

## Tiểu sử
Maria Sadowska là con của nhà soạn nhạc Krzysztof Sadowski và ca sĩ nhạc jazz Liliana Urbańska. Năm 1998, Maria Sadowska lấy văn bằng hai về piano tại Đại học âm nhạc Fryderyk Chopin. Cô cũng tốt nghiệp Trường Điện ảnh Quốc gia ở Łódź vào năm 2002.

## Đĩa hát

### Album
| Jutro                                                                         | - Phát hành: 1995 - Hãng đĩa: STD - Định dạng: CD                                         | —  |             |
| Lucky Star                                                                    | - Phát hành: 18 tháng 2 năm 1998 - Hãng đĩa: EMI Music Japan - Định dạng: CD              | —  |             |
| Marysia Sadowska                                                              | - Phát hành: 24 tháng 2 năm 2004 - Hãng đĩa: Sony Music Poland - Định dạng: CD            | 38 |             |
| Gwiazda dla każdego                                                           | - Phát hành: 3 tháng 12 năm 2007 - Hãng đĩa: Sony BMG - Định dạng: CD                     | —  |             |
| Spis treści                                                                   | - Phát hành: 8 tháng 6 năm 2009 - Hãng đĩa: Sony Music Poland - Định dạng: CD, tải nhạc   | —  |             |
| Demakijaż                                                                     | - Phát hành: 9 tháng 11 năm 2009 - Hãng đĩa: QM Music - Định dạng: CD, tải nhạc           | —  |             |
| Jazz na ulicach                                                               | - Phát hành: 1 tháng 4 năm 2014 - Hãng đĩa: Warner Music Poland - Định dạng: CD, tải nhạc | 24 | - POL: Vàng |
| "–": Bài hát không có bảng xếp hạng hoặc không được phát hành trong lãnh thổ. |                                                                                           |    |             |

### Album cover
| Kaczmarski & Jazz cùng Anna Serafińska và Janusz Szrom                        | - Phát hành: 4 tháng 10 năm 2010 - Hãng đĩa: QM Music - Định dạng: CD, tải nhạc | —  |             |
| Tribute to Komeda                                                             | - Phát hành: 12 tháng 6 năm 2006 - Hãng đĩa: Sony BMG - Định dạng: CD, tải nhạc | 11 | - POL: Vàng |
| "–": Bài hát không có bảng xếp hạng hoặc không được phát hành trong lãnh thổ. |                                                                                 |    |             |

### Album soundtrack
| Tựa đề       | Chi tiết về album                                                                 |
| ------------ | --------------------------------------------------------------------------------- |
| Dzień Kobiet | - Phát hành: 8 tháng 3 năm 2013 - Hãng đĩa: Fonografika - Định dạng: CD, tải nhạc |